# NGC 4732
NGC 4732 (również PGC 43430 lub UGC 7988) – galaktyka eliptyczna (E), znajdująca się w gwiazdozbiorze Wielkiej Niedźwiedzicy. Odkrył ją William Herschel 26 kwietnia 1789 roku. Jest to galaktyka z aktywnym jądrem typu LINER.